# Arnór Sveinn Aðalsteinsson
Pour les articles homonymes, voir Aðalsteinsson.
Arnór Sveinn Aðalsteinsson est un footballeur islandais, né le 26 janvier 1986 à Reykjavik. Il évolue au poste de défenseur.

## Palmarès
- Breiðablik UBK
  - Champion d'Islande en 2010.
  - Vainqueur de la Coupe d'Islande en 2009.
  - Vainqueur de la Coupe de la Ligue islandaise en 2009 et 2010.
  - Champion de D2 islandaise en 2005.